# مرنیه
مرنیه (به مجاری:  Merenye) یک شهرداری در مجارستان است که در ناحیه سیگت‌وار واقع شده‌است. مرنیه ۱۴٫۴۷ کیلومتر مربع مساحت و ۳۰۹ نفر جمعیت دارد.